# Décès en octobre 1927
Décès
- 1923
- 1924
- 1925
- 1926
- 1927
- 1928
- 1929
- 1930
- 1931

Pour une information complémentaire, voir la page d'aide.

| Date      | Nom               | Pays                   | Activités                    | Âge | Source |
| --------- | ----------------- | ---------------------- | ---------------------------- | --- | ------ |
| 8 octobre | Ricardo Güiraldes | Drapeau de l'Argentine | Romancier et poète argentin. | 41  |        |